# 대구대명초등학교
대구대명초등학교는 대한민국 대구광역시 남구 대명동에 있는 공립 초등학교이다.

## 역사
- 1949년 9월 5일 대구남산국민학교 분교장
- 1953년 3월 10일 대구대명국민학교 개교(4개학년 8학급)
- 1967년 3월 1일 남도국민학교 분기(55학급 편성)
- 1980년 5월 22일 대덕국민학교 분리(67학급 편성)
- 1984년 3월 1일 남명국민학교 분리(69학급 편성)
- 1990년 11월 1일 남덕국민학교 분리(66학급 편성)
- 1996년 3월 1일 대구대명초등학교로 개칭
- 2002년 6월 5일 탁구 영재관 준공
- 2002년 12월 31일 디지털 자료실 설치
- 2003년 5월 23일 학교보건실 현대화
- 2004년 3월 8일 학교 운동장 우레탄 설치
- 2004년 6월 19일 학교 급식실 현대화
- 2008년 11월 17일 CCTV 설치(7곳)
- 2008년 12월 31일 보육실 설치
- 2009년 2월 7일 에어컨 설비
- 2009년 9월 19일 도서실 현대화 사업
- 2009년 9월 30일 과학실 현대화 사업
- 2010년 8월 26일 영어체험실 현대화 사업
- 2010년 10월 27일 그린스쿨, 한빛관 준공
- 2012년 9월 6일 조례대 설치
- 2013년 2월 21일 학생안전보호실 설치
- 2013년 10월 23일 스탠드 개축 준공
- 2014년 2월 5일 개교 60주년 기념 문집 '한빛' 발행
- 2014년 2월 14일 제60회 졸업식(졸업생 총수 22,458명)
- 2014년 3월 3일 신입생 입학식(141명)
- 2015년 2월 13일 제 61회 졸업식 (졸업생 총수 22,544명)
- 2015년 3월 1일 제24대 김수균 교장 부임
- 2015년 3월 1일 38학급(특수1) 편성
- 2015년 3월 2일 신입생 입학식(141명)
- 2016년 2월 4일 제 62회 졸업식 (졸업생 총수 22,696명)
- 2016년 3월 1일 32학급(특수1)편성
- 2016년 3월 2일 신입생 입학식(94명)
- 2017년 2월 15일 제 63회 졸업식 (졸업생 총수 22,827명)
- 2017년 3월 1일 30학급(특수1)편성
- 2017년 3월 2일 신입생 입학식(88명)

## 참고 자료
- 대구대명초등학교 - 한국교육학술정보원 학교알리미